# Patat Lajos
Patat Lajos (Budapest, 1892. július 15. – Budapest, Erzsébetváros, 1970. január 18.) magyar mesterszakács, vendéglős, kávéháztulajdonos és gasztronómiai író.

## Családja
Apja Patat János (Johann Patat) zeneszerző, karmester, édesanyja Kreier Ilona. Testvére Erdélyi Patat Leó zeneszerző, a Budapesti Operettszínház karmestere, egy másik testvére, Patat Pál Aladár szintén vendéglős, mesterszakács, az Angol Királynő Szálló konyhafőnöke. Felesége Kunczer Olga, akivel 1943-ban kötött házasságot Budapesten.

## Élete
Szakmai tanulmányait 13 évesen kezdte a Hungária Szállóban, ahol Podruzsik Béla irányítása alatt dolgozott. További tanulmányokat folytatott a Vadászkürt Szállóban, az Angol Királyné Szállóban, majd Svájcban Lausanne-ban. Rövid ideig dolgozott Pöstyénfürdőn, illetve gróf Széchenyi László  udvartartásában. Az első világháborúban a 6. gyalogsági ezrednél szolgált őrmesterként. Érdemkereszttel és Károly-csapatkereszttel, valamint kis ezüst vitézségi éremmel tüntették ki.
1918 és 1921 között a Hungária Szálló konyhafőnökeként dolgozott. A Budapesti Vendéglősök és Szállodások szakiskolájának szaktanára, szakelőadó, az Internationale Hotel-industrie szakácsművészeti rovatának főszerkesztője, a Szakácsművészet folyóirat munkatársa volt. 1923 és 1932 között gróf Csekonics Endre felkérésére elvállalta a Nemzeti Casino konyhájának és nyilvános éttermének irányítását.
Kimagasló szakmai tehetségének köszönhetően a Budapesti Szállodások és Vendéglősök Ipartestületének elöljárósági tagja és a Magyar Szállodás és Vendéglős folyóirat munkatársa lett. 1932-től két éven át a Lillafüredi Palotaszálló igazgatója volt.
1934 és 1936 között a szegedi Hungária (korábban Kass) Szálló igazgatója, majd 1937-ben mintegy egy éven át a New York kávéház bérlő igazgatója volt. Ez időben a Kávésok Ipartestületének elöljárósági tagja, majd alelnöke is lett. 1939-től a budapesti Duna-parton működő Modern Kávéház tulajdonos igazgatója lett, de a létesítmény Budapest ostroma során megsemmisült.
A második világháború után először a görömbölytapolcai Anna Szállót vezette sikeresen feleségével, majd 1952-ben a budapesti Vörös Csillag Szálló konyhafőnöke lett, többek között az olimpiai edzőtáborok étkeztetéséért felelt. 1953-tól 1954-ig a Margitszigeti Nagyszálló konyhafőnökeként dolgozott. 
1954 és 1957 között a pécsi Nádor szálló konyhafőnöke, majd rövid ideig vezette a komlói Béke Szálló éttermét, illetve dolgozott a mohácsi Béke Szállóban, a mátrafüredi SZOT üdülőben és Tátralomnicon is mint konyhafőnök. 1964-től Budapesten a Margitszigeti Nagyszálló konyhafőnök-helyettese, majd 1967-ben Bükkszékről, a Bányász Gyógyüdülő konyhafőnökeként vonult nyugdíjba. A Péterfy Sándor utcai kórházban hunyt el.
Szaktanárként ismert tanítványai többek között Nemeskövi Dénes, Rosenstein Tibor és Gullner Gyula mesterszakács.